# Regiones humanas aceleradas
Las regiones humanas aceleradas (HAR, del inglés Human accelerated regions), descritas por primera vez en agosto de 2006, son un conjunto de 49 segmentos del genoma humano que se conservan a lo largo de la evolución de los vertebrados, pero que son sorprendentemente diferentes en los humanos. Se nombran de acuerdo con su grado de diferencia entre humanos y chimpancés (HAR1 muestra el mayor grado de diferencias entre humanos y chimpancés). Encontrado mediante el escaneo a través de bases de datos genómicas de múltiples especies, algunas de estas áreas altamente mutadas pueden contribuir a rasgos específicos de los humanos. Otros pueden representar la pérdida de mutaciones funcionales, posiblemente debido a la acción de la conversión genéticaen lugar de la evolución adaptativa.
Varios de las HAR abarcan genes que se sabe que producen proteínas importantes en el desarrollo neurológico. La HAR1 es un tramo de 106 pares de bases que se encuentra en el brazo largo del cromosoma 20 y se superpone con parte de los genes de ARN HAR1F y HAR1R. HAR1F está activo en el desarrollo del cerebro humano. La secuencia HAR1 se encuentra (y se conserva) en pollos y chimpancés, pero no está presente en peces o ranas que se han estudiado. Hay 18 mutaciones de pares de bases diferentes entre humanos y chimpancés, mucho más de lo esperado por su historia de conservación.
La HAR2 incluye HACNS1 un potenciador del gen "que pueden haber contribuido a la evolución del exclusivo dedo pulgar oponible humano, y posiblemente también modificaciones en el tobillo o pie que permiten a los humanos caminar en dos patas". La evidencia hasta la fecha muestra que de las 110.000 secuencias potenciadoras de genes identificadas en el genoma humano, HACNS1 ha sufrido el mayor cambio durante la evolución de los humanos tras la separación con los antepasados de los chimpancés. Las sustituciones en la HAR2 pueden haber dado como resultado la pérdida de sitios de unión para un represor, posiblemente debido a la conversión de genes sesgada.

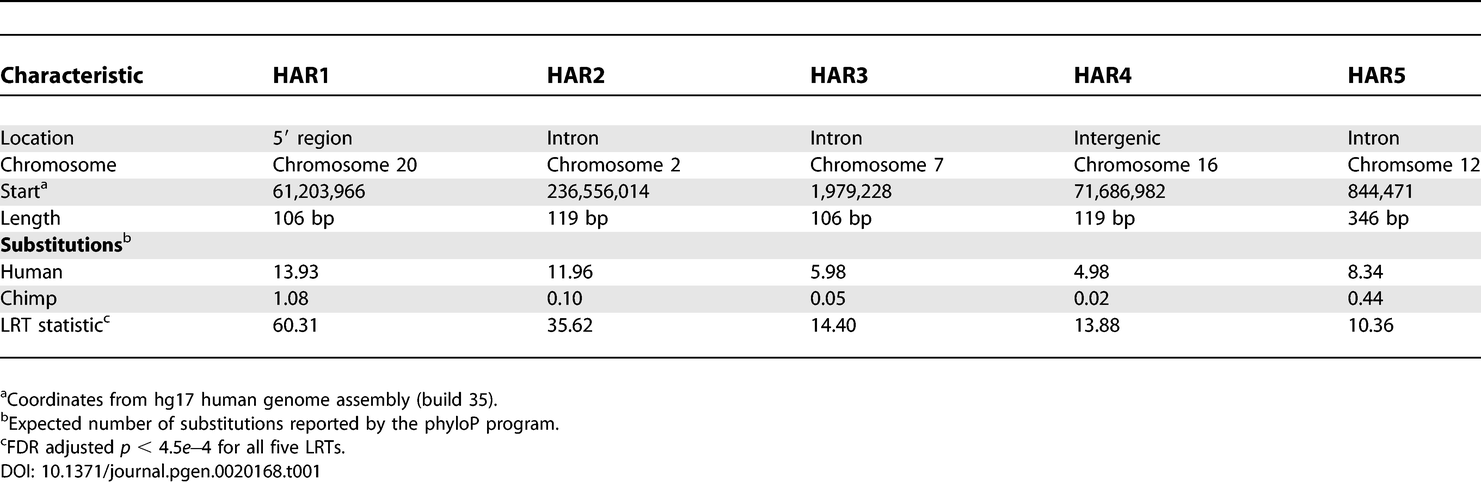
Caracterización de las regiones HAR1-HAR5, de un artículo sobre Fuerzas que dan forma a las regiones de más rápida evolución en el genoma humano.

## Genes asociados a HAR
- HAR01: HAR1F y HAR1R
- HAR02: CENTG2 incluido HACNS1
- HAR03: MAD1L1
- HAR04:
- HAR05: WNK1
- HAR06: WWOX
- HAR07:
- HAR08: POU6F2
- HAR09: PTPRT
- HAR10: FHIT
- HAR11: DMD
- HAR12: EBF
- HAR20: PPARGC1A
- HAR21: NPAS3 - asociación con trastornos psiquiátricos
- HAR23: MGC27016
- HAR24: SCAP2
- HAR28: LPHN4
- HAR31: AUTS2
- HAR33: TBC1D22A
- HAR38: ITPR1
- HAR40: ZBTB16
- HAR43: AGBL4
- HAR44: FHIT
- HAR45: POLA
- HAR47: KLHL14